# ゴイウリの滝
ゴイウリの滝（スペイン語: Cascada de Gujuli、バスク語: Goiuriko ur-jauzia）は、スペイン・バスク州アラバ県ウルカブスタイスにある滝。

## 地理
イバイサバル川水系のアルトゥベ川支流にある。Cuadrilla Zuiaによると落差は100 m超、World Waterfall Databaseによると落差は100 m。

## 地質
石灰岩などでできた侵食されやすさの異なる岩盤が組み合わさってできている崖を流れ落ちている。なお、一般的に夏期は水量が減る。

## 交通
E804号線の一部であるAP-68号線から一般道のN-622号線に入り、そこからさらにA-2521号線に入る。A-2521号線からゴイウリの滝に行く道が分岐している。